# Виктимизация
Виктимиза́ция (лат. victima — жертва) — процесс или конечный результат превращения в жертву преступного посягательства лица или группы лиц. Виктимизацию изучают в рамках виктимологии, криминологии и других смежных дисциплин.
В позитивистской, в том числе отечественной, виктимологии принята теоретическая установка, согласно которой потерпевшие от преступлений обладают некими особенностями (свойствами личности или особенностями поведения), которые способствуют причинению им вреда. В этой теоретической модели понятие виктимизации используется для описания таких психологических особенностей жертвы как: неумение отстаивать свои права, подчиняемость, доверчивость, легкомыслие, нежелание брать на себя ответственность, недифференцированная общительность, покорность, внушаемость и др., данные свойства жертвой, как правило, не осознаются и представляют опасность в определённых ситуациях.
В зарубежной виктимологии такой подход подвергается острой критике и обозначается термином «обвинение жертвы». В более поздних виктимологических теориях виктимизация рассматривается как процесс, который начинается в момент совершения преступления.

## Процесс виктимизации
Виктимизация — это сложный процесс, который может включать в себя несколько этапов. Первый из них — первичная виктимизация — включает в себя взаимодействие между преступником и жертвой в процессе совершения преступления, а также последствия этого взаимодействия или самого преступления. Второй этап — реакция жертвы на преступление, в том числе возможные изменения в самовосприятии, а также формальные меры, которыми жертва может отреагировать на преступление. Третий этап — последующие взаимодействия жертвы с другими людьми, в том числе с представителями правоохранительных органов, к которым она может обратиться. Если это взаимодействие тоже оказывает негативный эффект на жертву, его называют повторной виктимизацией.

## Повторная виктимизация
Повторная виктимизация — это дополнительная виктимизация, происходящая после первичной виктимизации. Примерами повторной виктимизации является обвинение жертвы, неуместное поведение или высказывания в отношении жертвы со стороны медицинских работников или других специалистов, к которым обращается жертва, а также другие действия, усугубляющие страдания жертвы. Повторной виктимизации жертвы могут подвергаться также со стороны сотрудников правоохранительных органов. Теряя время и материальные ресурсы на бюрократические процедуры, жертвы часто подвергаются игнорированию со стороны судебных приставов и других работников судебной системы, не получают доступа к информации о своём деле, например о переносе судебных заседаний. В результате их дезориентация и отчаяние могут приводить к апатии и отказу от участия в судопроизводстве.

## Игра в жертву
Существует также добровольное принятие роли жертвы (самовиктимизация) обусловленное разными причинами (психические нарушения) или выгодами (привлечение внимания, Синдром Мюнхгаузена, уход от ответственности, оправдание жестокости, получение пособия и др.). Недобросовестные игры в жертву выделяются, например, в транзактном анализе, в таких манипулятивных играх как: «посмотрите, как сильно я старался» и «деревянная нога», где игнорируются собственные возможности улучшить свое положение.